# Gmünd in Kärnten
Gmünd in Kärnten (słoweń. Sovodenj) – miasto w Austrii, w kraju związkowym Karyntia, w powiecie Spittal an der Drau. 

## Współpraca
Miejscowość partnerska:
- Osnabrück, Niemcy